# Phyllogomphoides cepheus
Phyllogomphoides cepheus är en trollsländeart som beskrevs av Belle 1980. Phyllogomphoides cepheus ingår i släktet Phyllogomphoides och familjen flodtrollsländor. IUCN kategoriserar arten globalt som livskraftig. Inga underarter finns listade i Catalogue of Life.